# Линейни кораби тип „Делауеър“
Делауеър (на английски: Delaware) са серия линейни кораби на САЩ. От проекта са построени две единици: „Делауеър“ и „Норт Дакота“ (на английски: North Dakota). Втората серия американски дредноути, развитие на типа „Саут Каролина“. Първите американски линкори, построени след отмяната на лимита по водоизместимост, наложен по-рано от Конгреса на САЩ.

## История на проекта
За американските конгресмени става неприятно откровение това, че последните линкори от типа „Саут Каролина“ имат водоизместимост не само по-малка, отколкото на съвременните им дредноути на европейските страни, но даже по-малка, отколкото на последните дострояващи се в Япония и Англия броненосци. За това лимитът по водоизместимост от 16 000 тона е свален, и като единствени ограничения остават само финансовите.
Предпоставките за това решения са заложени на лятната конференция в Нюпорт през 1905 г., където се обсъждат проектите на предходните линкори. За разлика от единодушно одобрения главен калибър, противоминната артилерия предизвиква рязка критика. Миноносците видимо нарастват по водоизместимост, а на последните проекти е планирана брониране на машинната установка с дебелина 51 мм. Основната задача на противоминната артилерия е изваждането от строй на миноносците до излизането им на далечина за ефективна стрелба с торпеда. Далечината на ход на торпедата постоянно нараства и вече достига 2700 м. А далечината на пробиване на 51-мм броня за 76-мм оръдия съставлява не повече от 900 метра, което е явно недостатъчно. За 102-мм оръдия тази далечина съставлява 3660 м, а за 127-мм – 4570 м. Специалистите клонят към избора на 102-мм оръдие, тъй като то има по-голяма скорострелност.
Предлага се също подобряване на хоризонталното брониране, а вместо таранен форщевен да се разработи нова форма на носовия край. Главният извод е за невъзможността да се създаде балансиран кораб в отведения от Конгреса лимит, за това на 30 септември 1905 г. Морското министерство изпраща петиция с молба да се увеличи лимита до 18 000 т. На 29 юни 1906 г. Конгресът издава акт, с който предписва да се създаде линкор с по-мощно въоръжение и брониране, отколкото чуждестранните, с висока скорост и по-голям радиус на действие.
Свои варианти за проекти е възложено да разработят на частни корабостроителници и на Бюрото по конструране и ремонти. При това се разбира, че нито един от проектите няма да бъде получен по-рано от лятото на 1906 г. и построяването няма да започне преди края на 1907 г. В бюрото с разработката на вариантите за проекта се занимава конструкторът на „Саут Каролина“ Вашингтън Л. Кепс. Всички варианти на бюрото, към юли 1906 г., се свеждат до два и придобиват конкретни очертания. Първият е линкор с водоизместимост 20 500 т с десет 305-мм оръдия и силова установка като на броненосец от типа „Вирджиния“, което би му дало скорост до 20 възела. Вторият вариант има водоизместимост 24 000 т, 12 305-мм оръдия и машини като на броненосния крайцер „Пенсилвания“, което дава още един възел скорост допълнително.
При добавянето на петата кула на главния калибър се налага да се реши проблема за нарасналото натоварване на корпуса. От друга страна, разполагането на кулите по краищата също води до нарастване на натоварването върху корпуса. Накрая, за да не се забива кораба във вълна, за осигуряването на плавучест на тежките краища е нужно да се придаде по-пълна форма, което отрицателно се отнася към мореходността и скоростта. Този проблем може да се реши, премествайки кулите по-близо до центъра на кораба, но използването на мощна енергетична установка неизбежно води до преместването на кулите към краищата.
Кепс решава да разположи машинните отделения между кулите №3 и №4. Кула №3 е издигната, а №4 и №5 са разположени на нивото на горната палуба, с тил една към друга. Следствие от това разположение става невъзможността на кула №3 да стреля право по кърмата поради въдействието на дулните газове върху прицелите на 4-та.
Към това време е разработено ново 50-калибрено 127-мм оръдие с добра скорострелност, за това е прието решението то да се постави на новия тип. Разположението им трябва да е в каземат на батарейната палуба, както е на броненосците „Кънектикът“. Първоначално е планирано поставянето на шест торпедни апарата – по един на носа и кърмата и по два по бордовете, но в крайна сметка са оставени само два бордови.
Към 1907 г. почти всички специалисти признават, че бъдещето е за паротурбинните машинни установки, и за това на двата кораба от новата серия линкори е решено да се проведе отложеният по-рано експеримент. Единият получава парни машини, а вторият – парни турбини. Наистина, поради необходимостта да се впише силовата установка в еднаква дължина са използвани турбините „Къртис“ вместо по-дългите турбини „Парсънс“.
Бронирането и противоторпедната защита по много повтарят тези на „Саут Каролина“, с изключение на това, че теглото вече не е необходимо да се икономисва, и хоризонталното брониране се получава с равномерна дебелина по дължина. При това вече се заражда идеята за схемата на брониране „всичко или нищо“ – казематите на 127-мм оръдия отначало се предлага да останат без защита, но след това все пак са защитени със 127-мм бронепояс.
12-оръдейният проект на бюрото по много повтаря 10-оръдейния, но е с 12 метра по-дълъг. Всички проекти на частни корабостроителници са отклонени, макар вниманието да привлича разработката на „Фор Ривър Шипбилдинг къмпани“. Проектът впечатлява със своята огнева мощ – 14 305-мм оръдия и 20 102-мм при 22 000 тона водоизместимост и скорост от 21 възел. Негов недостатък е това, че част от кулите на главния калибър са бордови. На хартия този проект изглежда по-силен от проектите на бюрото, но възникват съмнения, че той може да бъде реализиран в метал със заявените характеристики, за това той, в крайна сметка, е отклонен. На основата на този вариант корабостроителницата построява за Аржентина два дредноута по изменен проект – „Ривадавия“ и „Морено“, които при по-малък брой оръдия – 12 – имат нормална водоизместимост от 27 900 тона.
На 19 ноември 1906 г., на заседание на комисия под председателството на помощника на секретаря по делата на флота Трумън Р. Нюбери, е прието решението да се строи кораба по 10-оръдейния проект на Бюрото за конструиране и ремонти. А на 2 март 1907 г. е утвърдена и постройката на втори кораб по същия проект. Новите линкори получават имената „Делауеър“ и „Норт Дакота“ и са им присвоени бордовите номера 28 и 29 съответно. 12-оръдейният проект на бюрото в крайна сметка е използван при разработката на типа „Уайоминг“ по програмата за 1908 г.
| Сравнителни данни за вариантите на линкора по програмата за 1907 г. | Сравнителни данни за вариантите на линкора по програмата за 1907 г. | Сравнителни данни за вариантите на линкора по програмата за 1907 г. | Сравнителни данни за вариантите на линкора по програмата за 1907 г. |
|                                                                     | Проект на корабостроителницата Фор Ривър                            | 10-оръдеен проект на бюрото                                         | 12-оръдеен проект на бюрото                                         |
| ------------------------------------------------------------------- | ------------------------------------------------------------------- | ------------------------------------------------------------------- | ------------------------------------------------------------------- |
| Нормална водоизместимост, т                                         | 22 352                                                              | 20 320                                                              | 22 352                                                              |
| Дължина, м                                                          | 164,6                                                               | 155,5                                                               | 169                                                                 |
| Скорост, възела                                                     | 21                                                                  | 21                                                                  | 21                                                                  |
| Въоръжение – калибър (снаряди на оръдие)                            |                                                                     |                                                                     |                                                                     |
| 305 мм                                                              | 7х2 (80)                                                            | 5х2 (100)                                                           | 6х2 (100)                                                           |
| 127 мм                                                              | —                                                                   | 14 (240)                                                            | 16 (270)                                                            |
| 102 мм                                                              | 20                                                                  | —                                                                   | —                                                                   |
| ТА                                                                  | 4                                                                   | 2                                                                   | 2                                                                   |
| Брониране, мм                                                       |                                                                     |                                                                     |                                                                     |
| Пояс                                                                | 279 – 229                                                           | 279 – 229                                                           | 279 – 229                                                           |
| Каземат                                                             | 279                                                                 | 254 – 203                                                           | 254 – 203                                                           |
| Горен каземат                                                       | —                                                                   | 127                                                                 | 127                                                                 |
| Барбети                                                             | 254                                                                 | 254                                                                 | 254                                                                 |
| Кули чело/борд                                                      | 305/203                                                             | 305/203                                                             | 305/203                                                             |
| Разпределение на теглата, т                                         |                                                                     |                                                                     |                                                                     |
| Брониране                                                           | 6163                                                                | 5089                                                                | 5442                                                                |
| Въоръжение                                                          | 2002                                                                | 1506                                                                | 1801                                                                |
| СУ                                                                  | 2235                                                                | 1966                                                                | 2383                                                                |
| Въглища                                                             | 3048                                                                | 2337                                                                | 2540                                                                |
| Нефт                                                                |                                                                     | 345                                                                 | 345                                                                 |

## Конструкция

### Корпус
Линкорите от типа „Делауеър“ имат корпус с полубак. По сравнение с предходния тип горната палуба е продължена в кърмовия край и каютите за офицерите са върнати на обичайното им място на кърмата. Форщевенът е прообраз на бълба за намаляване на вълновото съпротивление. Проектната водоизместимост, в сравнение с предходния тип „Саут Каролина“, е увеличено до 20 000 т, а пълната достига 22 325 т. Дължината на корпуса съставя 158,1 м, ширината 26 м, газенето 8,3 м. Общото тегло на корпуса съставя 9105,4 т. Метацентричната височина при нормална водоизместимост съставлява 1,153 м, а при пълна – 1,293 м.
Благодарение на измененията в корпуса корабите се отличават с добра мореходност. Те имат два гребни винта и един полубалансирен рул. Това им осигурява прилична маневреност – диаметъра на тактическа циркулация съставлява 585 метра (640 ярда) при 19 възела.
По щата за мирно време екипажът на кораба се състои от 55 офицера и 878 матроса. Във военно време, за сметка на резервисти, екипажът нараства до 1384 души. Условията за обитаемост, по сравнение с предходния тип, се подобряват. Общата стойност на построяването нараства с една трета – от 4,4 милиона долара до 6 млн. Тази цена е заплатена за увеличаването на скоростта с три възела и броя на оръдията на главния калибър с една четвърт.

### Силова установка
Благодарение на увеличаването на водоизместимостта става възможно да се постави по-мощна силова установка, отколкото на „Саут Каролина“. На корабите от тази серия е проведен експериментът, който не е направен при предшествениците, – един кораб от серията получава парни машини, а втория – парни турбини.
На „Делауеър“ са поставен две вертикални четирицилиндрови парни машини с тройно разширение обща номинална мощност от 25 000 к.с. задвижващи два винта. На изпитанията той развива скорост от 21 възела. При това на икономична скорост на хода от 10 възела той може да преодолее 9750 мили.
На „Норт Дакоте“, за първи път при линкорите на САЩ, е поставена двувална установка с парни турбини „Къртис“. На изпитанията линкорът развива мощност от 31 635 к.с., достигайки скорост от 21,01 възела. Макар и да е очаквано, че икономичността на парните турбини ще е по-лоша, реалността надхвърля и най-лошите опасения. На 10-възлова скорост далечината на плаване съставя 6560 мили. Това не е достатъчно за преход без дозареждане даже до Филипините, което е едно от изискванията към проектантите. Ситуация е подобрена едва през 1917 г. след поставянето на по-икономичните турбини „Парсънс“. Мощността им достига 33 875 к.с., което дава максимална скорост от 21,83 възела.
Парата се изработва от 14 котела „Babcock & Wilcox“ с налягане 18,6 атмосфери (265 psi), разположени в 4 отсека. Котлите работят на въглищно отопление с възможност за впръскване на нефт. Пълният запас гориво съставлява 2670 т въглища и 380 т нефт.
Мощността на турбогенераторите е увеличена – поставени са 4 агрегата по 300 кВт.

### Брониране
Схемата на брониране не претърпява съществени изменения, но за сметка на увеличението на размерите общото тегло на вертикалното брониране достига 4992 т. Тук следва да се добавят и 1048,4 т бронева палуба.
Главният брониран пояс е от круповска цементирана броня по дължината си има равномерна дебелина и се простира върху три четвърти от дължината на кораба. Той има височина 2,44 м, при това при горния му ръб неговата дебелина се равнява на 279 мм, а при долния – 229 мм. По краищата той се затваря от 254-мм траверси. Над главния има горен броневи пояс. Неговата височина се равнява на 2,21 м, дебелината отдолу е 254 мм и 203 мм по горния ръб. Той се затваря от траверси с дебелина 229 мм. Казематите на 127-мм оръдия са защитени от 127-мм пояс, сходящ под ъгъл към кули №2 и №3 и траверси със същата дебелина. В този район обшивката има дебелина 28,6 мм, за това общата еквивалентна дебелина на бронирането съставлява около 152 мм.
Броневата палуба от никелова стомана върви по горния ръб на главния броневи пояс. Тя е двуслойна и на по-голямата си площ има дебелина 38 мм (19 + 19 мм). Над погребите на главния калибър дебелината се увеличава до 51 мм (32 + 19 мм). В носовия край зад погребите на главния калибър тя има дебелина 63 мм (44 + 19 мм), завършвайки на носа с дебелина от 38 мм (25 + 13 мм).
В кърмовия край, над рулевите механизми, върви двуслойна бронева палуба със скосове, с дебелина 76 мм (63 + 13 мм). Над нея са разположени 38-мм плочи от никелова стомана, които, според замислите на конструкторите, трябва да предизвикат предварителен разрив на снарядите.
Дебелината на барбетите на кулите съставлява 254 мм. В долната им част, в местата, където барбетите се прикриват един друг, те изтъняват до 102 мм. Челната плоча на кулите има същата дебелина като на „Саут Каролина“, – 305 мм, страничните плочи са 203 мм. Дебелината на покрива е увеличена до 76 мм никелова стомана.
Стените на бойната рубка имат дебелина 292 мм, покрива – 51 мм. Броня на димоходите няма, тъй като се смята, че тяга може да се осигури чрез изкуствено продухване.
Противоторпедната защита е сходна с предходния тип. Поставени са две противоторпедни прегради, пред който се намират въглищните ями, създаващи допълнителна конструктивна защита. Между борда и въглищните ями има празен въздушен промеждутък – разширителна камера. Независимо от наличието на система за контранаводняване, прегради по диаметралната плоскост няма заради опасения от преобръщане при наводняване.

### Въоръжение
Основното въоръжение на линкорите са десет 305-мм/45 оръдия Mark 6 в пет кули, разположени по линейно-терасовидната схема. 305-мм оръдие Mark 5 има ствол с дължина 45 калибъра, скрепен с шест цилиндъра. Затворите на оръдията се обслужват ръчно. Зареждането им е картузно, с използването на 140,6 кг барут. На 394,6 кг бронебоен снаряд се придава скорост от 823 м/с, което при максималния ъгъл на възвишение от 15° осигурява далечина на стрелбата от 18 290 м. Боезапасът съставлява по 100 снаряда на ствол.
Оръдията са разположени в кулите Mark 8 с електрическо задвижване, при това редица операции, които на европейските линкори са механизирани, тук се изпълняват ръчно. Кулите имат двустадийно подаване на боеприпасите. Зарядите и снарядите се подават с подемници в претоваръчното отделение, а след това се претоварват на ръка на горните подемници и от тях се подават в бойното отделение. Въртенето на кулите се осигурява от два електромотора с мощност 25 к.с. Вертикалното насочване на всяко от оръдията става чрез 15-силен електродвигател. Механизма на досилателя има мощност 10 к.с. Всички механизми имат резервно ръчно задвижване.
Противоминният калибър се състои от 14 50-калибрени 127-мм оръдия Mark 5, разположени в каземати. Оръдието Mark 5 има дължина на ствола от 50 калибра и картузно зареждане. Използват се три типа снаряда – бронебойните с маса 22,7 кг и 27,2 кг и полубронебойния с маса 22,7 кг. Зарядът барут за 22,7 кг снаряд има маса 9,5 кг, което му осигурява начална скорост от 914 м/с. За снаряда от 27,2 кг се използва заряд барут с тегло 8,5 кг, което му придава скорост от 823 м/с. Поради разположението на неголяма височина от нивото на водата всички оръдия са заливани при лошо време, а носовите даже и в тихо време от носовия бурун. За това носовата двойка оръдия е пренесена на надстройката, а техните портове са закрити. След края на Първата световна война е предприет опит те да бъдат заменени с двуоръдейни кули на горната палуба, като се остави само двойката кърмови оръдия. Но разработката на артустановката се проточва, и се отказват от тази идея. В състава на въоръжението също влизат два подводни 533-мм бордови торпедни апарата.
| Оръдие                              | 12"/45 Mark 5 | 5"/50 Mark 5 и Mark 6                 |
| ----------------------------------- | ------------- | ------------------------------------- |
| Година на начало на експлоатацията  | 1906          | 1904                                  |
| Калибър, мм                         | 305           | 127                                   |
| Дължина на ствола, калибри          | 45            | 50                                    |
| Скорострелност, изстрела в минута   | 2 – 3         | 6 – 8                                 |
| Ъгли на наклон                      | −5°/+15°      | −10°/+15° (Mark 5) −10°/+25° (Mark 6) |
| Тип зареждане                       | картузно      | картузно                              |
| Тегло на снаряда, кг                | 394,6         | 22,7                                  |
| Начална скорост, м/с                | 823           | 914                                   |
| Максимална далечина на стрелбата, м | 18 290        | 17 370                                |

### Системи за управление на артилерийския огън
За вертикалното насочване на кулите те имат две прицелни тръби, твърдо свързани с оръдията и изваждащи се отстрани през бордовите броневи плочи. Прицелът за хоризонталното насочване се намира в задната част на кулата. На горния наблюдателен пост се разполагат само далекомерите. Цялата информация от тях се обработва на долния централен пост. По-късно на линкорите е поставена система за централно насочване на оръдията. Разчетите за положението на движещата се цел, свързано с решаването на диференциално уравнение, се изпълняват от разработения към 1917 г. електромеханичен компютър фирмата „Форд“.
След запознаване с британската система за управление на огъня американците внасят усъвършенствания. Освен предаване за данните за ъгъла на вертикално насочване, в кулата започва да се предава и ъгъла за хоризонтално насочване. Присъства и обратна връзка за реалния ъгъл на хоризонтално насочване на кулата. Също така са поставени прибори за централното управление на стрелбата на противоминния калибър на базата на директорите на фирмата „Викерс“. За групова стрелба са поставени указатели за дистанцията до целта („range-clocks“) и на барбетите е нанесена скала („deflection scales“).

## Представители и история на службата
| Название                               | Корабостроителница  | Залагане            | Спускане на вода   | Влизане в строй  | Съдба               |
| -------------------------------------- | ------------------- | ------------------- | ------------------ | ---------------- | ------------------- |
| „Делауеър“ USS Delaware (BB-28)        | Newport News        | 11 ноември 1907 г.  | 6 февруари 1909 г. | 4 април 1910 г.  | списан през 1924 г. |
| „Норт Дакота“ USS North Dakota (BB-29) | Fore River Shipyard | 16 декември 1907 г. | 10 ноември 1908 г. | 11 април 1910 г. | списан през 1931 г. |

### „Делауеър“ (ВВ-28)
Линкорът „Делауеър“ е заложен на 11 ноември 1907 г. от корабостроителницата „Нюпорт Нюз Шипбилдинг енд Драй Док“ в Нюпорт Нюз, щата Вирджиния. На 6 февруари 1909 г. той е спуснат на вода и влиза в състава на флота на 4 април 1910 г.
Първият командир на кораба става кептън (капитан 1 ранг) С. А. Хоув. По време на изпитанията става ясно, че носовите 127-мм оръдия силно се заливат даже при тихо време, за това е взето решение те да бъдат пренесени на надстройката, а портовете им да бъдат затворени.
На 1 ноември 1910 г., в състава на 1-ва дивизия линейни кораби, посещава британския Уеймът и франския Шербур. След завръщането му от Европа, на 7 януари 1911 г., по време на учения в залива Гуантанамо се взривява котел, поради което загиват 8 души. На 18 януари линкорът влиза за ремонт в Ню Йорк.
От 31 януари до 5 май 1910 г. изпълнява мисия по доставяне в родината на тялото на чилийския министър Круз. От 19 до 28 юни 1910 г. представлява САЩ в Портсмът при коронацията на крал Джордж V. До влизането на САЩ във войната, през 1917 г., участва в различни маневри и учения, обучения на кадети. През 1913 г. посещава Вилфранш във Франция. През 1914 и 1916 г. се привлича към операции по защита на американските граждани и тяхната собственост по време на безредици в Мексико.
На линкора са поставени 2 зенитни 76-мм оръдия на площадките на лодъчните кранове и е изменено разположението на прожекторите, на носовата ажурна мачта е поставен осемъгълен противоторпеден пост. Лодките постепенно се заменят на спасителни салове.
След влизането на САЩ във войната влиза в състава на 9-а дивизия линкори, която влиза, през декември 1917 г., в състава на Гранд Флийт като 6-а „американска“ ескадра. През 6 – 10 февруари 1918 г. участва в осигуряването на ескорт на голям конвой за Норвегия, при това на два пъти се отклонява от торпеда, изстреляни от немска подводница. През март и април също участва в провеждането на конвои. На 24 април, при съпровождане на един от конвоите, предното му охранение влиза в кратковременен огневи контакт със силите на германския Флот на откритото море, но „Делауеър“ няма възможност да открие огън. През юни – юли прикрива поставянето на минни заграждения в Северно море.
На 30 юли 1918 г. е сменен в Европа от линкора „Арканзас“ и се връща на Хемптънския рейд. След обявяването на примирието се връща към рутината на походите и плановите ремонти на мирното време. През 1919 г. на него е усилена бронята на покривите на кулите и бойната рубка, модернизирани са приборите за управление на артилерийския огън и са поставени още две 76-мм зенитки.
През 1923 г. извършва своя последен поход и има визити в Копенхаген, Грийнок, Кадис и Гибралтар. Според условията на Вашингтонското съглашение е изключен от списъците на флота. На 30 август 1923 г., в корабостроителницата „Норфолк Неви Ярд“, неговият екипаж преминава на заменилия „Делауеър“ нов линеен кораб „Колорадо“ (BB-45). На 10 ноември 1923 г. е изключен от списъците на флота и след демонтаж на ценното оборудване, на 5 февруари 1924 г., е продаден за скрап.

### „Норт Дакота“ (ВВ-29)
Линкорът „Норт Дакота“ е заложен на 16 декември 1907 г. във „Фор Ривър Шипбилдинг къмпани“ в Куинси, щата Масачузетс. Корабът е спуснат на вода на 10 ноември 1908 г. и влиза в състава на флота на 11 април 1910 г. на церемония в Бостън. Първият командир на кораба е командер (капитан 2 ранг) Чарлз П. Плакет.
Влиза в състава на Атлантическия флот, както и останалите дредноути, се занимава с учебни походи и учения при крайбрежието на САЩ. В състава на първа дивизия линкори посещава в края на 1910 г. портове в Англия и Франция. През 1914 г. участва в стоварването на американския десант в мексиканския Веракрус по време на безпорядъците там. Началото на Първата световна война в Европа малко променя живота на линкора, и той продължава да провежда бойната си подготовка. През 1917 г., по време на основен ремонт, получава турбини „Парсънс“ в замяна на турбините „Къртис“.
За разлика от „Делауеър“, с влизането на САЩ във войната „Норт Дакота“ не е изпратен в Европа, продължавайки да носи службата си при бреговете на Нова Англия. В края на войната на него са направени усъвършенствания, аналогични на проведените на „Делауеър“.
През есента на 1919 г. линкорът доставя в родината тялото на починалия италиански посланик, има ред визити в страните на Средиземноморието. През есента на 1923 г. посещава Шотландия, Скандинавия и Испания.
Според резултатите от Вашингтонското съглашение е изваден от състава на действащия флот, на 22 ноември 1923 г., и е разоръжен. Благодарение на поставянето на достатъчно съвременна машинна установка не е продаден за скрап, а се използва като радиоуправляема мишена. Служи в качеството на мишена до 1931 г., когато, на този пост, е сменен от изведения от състава на флота, според резултатите на Лондонското съглашение, линкор „Юта“ (ВВ-31). На 7 януари 1931 г. линкорът „Норт Дакота“ е изключен от състава на флота и на 16 март е даден за скрап. Достатъчно добре запазената турбинна установка е демонтирана и поставена впоследствие на линкора „Невада“ в процеса на неговата модернизация.

## Оценка на проекта
Ако типът „Саут Каролина“ е ограничен от 16000-тонен лимит, поставен от Конгреса, то втората серия американски дредноути избягва тази участ. От този момент американските дредноути се строят с водоизместимост равна или по-голяма, отколкото на техните европейски съвременници. За сметка на това е поставена по-мощна силова установка и е достигнат „дредноутския стандарт“ по скорост от 21 възела. Именно за това някои съвременници наричат линкорите от типа „Делауеър“ първите американски дредноути. За разлика от „Саут Каролина“, новите кораби са забелязани от Европа, тъй като по много параметри не само не им отстъпват, но и превъзхождат своите задокеански съвременници.
Благодарение на разположението на кулите на главния калибър в диаметралната плоскост американският линкор има бордов залп от 10 оръдия. Поради бордовото разположение на кулите на британския „Сейнт Винсент“ при стрелбата по единия борд не може да стреля една от кулите, а при немския „Насау“ и японския „Кавачи“ – цели две. За това по борда при тях могат да стрелят само по 8 оръдия. На германския линкор оръдията имат и по-малък калибър – 280 мм – и по-ниско разположени далекомери, което може да затрудни стрелбата на голяма дистанция. На японския дредноут бордовите кули имат оръдия с дължина на ствола от 45 калибра, против 50 на носовите и кърмовите и за сметка на това и различна балистика.
Единственият недостатък на американския линкор е това, че за сметка на нагряването от паропроводите на зарядите барут в кула №3 нейните снаряди имат по-голяма начална скорост, и за сметка на това се получава увеличено разлитане на снарядите. Системата за управление на огъня, към момента на създаването им, е една от най-прогресивните.
Удачен е и изборът на калибър за противоминната артилерия. 127-мм оръдия са достатъчни за борбата с миноносците, и они стават „стандарт“ за американските линкори. Картината се влошава малко от това, че те са заливани в лошо време, но от това страдат и много от европейските кораби.
Бронирането им е на нивото на европейските линкори, а за сметка на отсъствието на бордови кули конструктивната противоторпедна защита се получава с внушителна дълбочина даже според мерките на Втората световна война – 7 метра. За здравината на техните корпуси и кули красноречиво говори фактът, че американците, основно, водят стрелба с полни залпове, а в същото време британците и немците предпочитат стрелба с полузалпове, поради опасения от сътресения на корпуса. Американците успяват да създадат здрави мореходни кораби с голяма далечина на плаване. Автономността и обитаемостта въобще са над всякакви похвали.
Разплатата за ръста във водоизместимостта, скоростта и мощността на въоръжението става ръста в стойността на построяване с една четвърт, в сравнение с предходния тип. Но независимо от не много удачния експеримент с турбинната установка, тези кораби добре се вписват в американската концепция за еволюционно развитие. Те се получават достатъчно удачни за това, че следващата серия американски дредноути да се заложи по практически същия проект.
|                                              | „Саут Каролина“            | „Норт Дакота“            | „Сейнт Винсент“          | „Насау“                          |
| -------------------------------------------- | -------------------------- | ------------------------ | ------------------------ | -------------------------------- |
| Заложен                                      | 1906                       | 1907                     | 1907                     | 1907                             |
| Влиза в строй                                | 1910                       | 1910                     | 1909                     | 1909                             |
| Водоизместимост, нормална, т                 | 16 256                     | 20 320                   | 19 560                   | 18 873                           |
| Пълна, т                                     | 17 983                     | 22 229                   | 23 030                   | 20 535                           |
| Тип СУ                                       | ПМ                         | ПТ                       | ПТ                       | ПМ                               |
| Мощност, к.с.                                | 16 500                     | 25 000                   | 24 500                   | 22 000                           |
| Максимална скорост, въз.                     | 18,5                       | 21                       | 21                       | 19,5                             |
| Далечина на плаване, мили (на скорост, въз.) | 6950 (10)                  | 6560 (10)                | 6900 (10)                | 8000 (10)                        |
| Брониране, мм                                |                            |                          |                          |                                  |
| Пояс                                         | 254                        | 279                      | 254                      | 300                              |
| Палуба                                       | 35 – 63                    | 35 – 63                  | 76                       | 55 – 80                          |
| Кули                                         | 305                        | 305                      | 279                      | 280                              |
| Барбети                                      | 254                        | 254                      | 229                      | 265                              |
| Рубка                                        | 305                        | 292                      | 279                      | 400                              |
| Схема на въоръжението                        |                            |                          |                          |                                  |
| Въоръжение                                   | 4×2×305/45 22×1×76/50 2 ТА | 5×2×305/45 14×1×127 2 ТА | 5×2×305/50 20×1×102 3 ТА | 6×2×280/45 12×1×150 16×1×88 6 ТА |

## Коментари
1. ↑  Следващия тип са заложените година по-късно линкори от типа „Флорида“